# Taeniophyllum djampangense
Taeniophyllum djampangense là một loài thực vật có hoa trong họ Lan. Loài này được J.J.Sm. miêu tả khoa học đầu tiên năm 1913.